# Stewartia sinii
Stewartia sinii är en tvåhjärtbladig växtart som först beskrevs av Y.C. Wu, och fick sitt nu gällande namn av Joseph Robert Sealy. Stewartia sinii ingår i släktet Stewartia och familjen Theaceae. Inga underarter finns listade i Catalogue of Life.